# Банальная история (мультфильм)
«Банальная история» — советский кукольный мультипликационный фильм для взрослых 1962 года. Текст читает  народный артист СССР Зиновий Гердт (он появляется в начале в качестве рассказчика).

## Сюжет
Мультфильм повествует об истории любви изящного мужского ботинка к женской туфельке. Любовь оказалась взаимной, и спустя какое-то время у них появился маленький башмачок. Ботинку надоело слушать плач малыша. Однажды он решает не возвращаться домой, и уходит в запой. Из-за грубого отношения, туфелька и башмачок уходят из его дома. Ботинок пытается их догнать, но по дороге разваливается.

## Создатели
- Автор сценария — Аркадий Снесарев
- Режиссёр — Иосиф Боярский
- Художник-постановщик — Ю. Красный
- Оператор — Теодор Бунимович
- Композитор — Михаил Меерович
- Звукооператор — Борис Фильчиков
- Мультипликаторы-кукловоды: Юрий Клепацкий, Павел Петров, Мария Зубова, Вячеслав Шилобреев
- Куклы и декорации изготовили: А. Абакумов, Владимир Алисов, Светлана Знаменская, Семён Этлис
- под руководством — Романа Гурова
- Редактор — Наталья Абрамова
- Ассистент режиссёра — Татьяна Сазонова
- Директор картины — Натан Битман
- Рассказывает эту историю — Зиновий Гердт
- Создатели приведены по титрам мультфильма.

## Художественные особенности
- Помимо рассказчика, никто из персонажей не произносит ни одного слова.